# 沙科保市

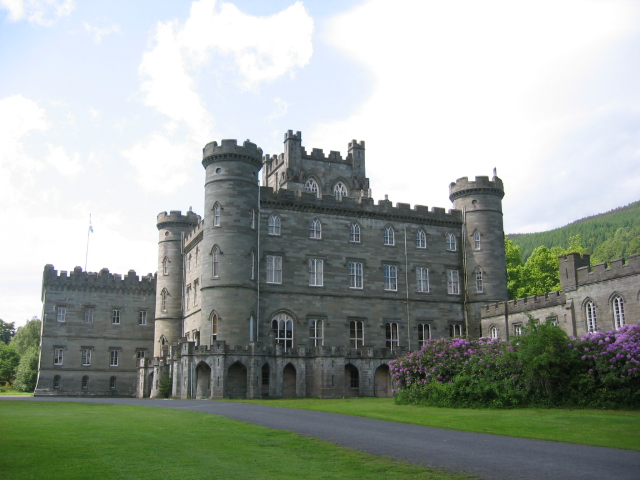
Taymouth Castle, 蘇格蘭高地

“沙科保市”是都市传奇中的一座瑞典城市，在現實中不存在。
根据中国互聯网上广泛谣传的网络谣言，沙科保市推崇姐妹之爱，市民为来自欧洲各地的女性，不允许男性靠近城市周围。当有男性靠近时，该市的女警察将会干涉。

## 外部連結
- 沙科保市 沙科保 于默奥卡达谷歌地图